# Districtul Khao Khitchakut
Khao Khitchakut (în thailandeză เขาคิชฌกูฏ) este un district (Amphoe) din provincia Chanthaburi, Thailanda, cu o populație de 25.940 de locuitori și o suprafață de 830,2 km².

## Componență
Districtul este subdivizat în 5 communes (tambon), care sunt subdivizate în 46 de sate (muban).
| Nr. | Nume          | În thailandeză | Sate | Locuitori |  |
| --- | ------------- | -------------- | ---- | --------- |  |
| 1.  | Chak Thai     | ชากไทย         | 8    | 4,149     |  |
| 2.  | Phluang       | พลวง           | 9    | 6,559     |  |
| 3.  | Takhian Thong | ตะเคียนทอง      | 9    | 4,238     |  |
| 4.  | Khlong Phlu   | คลองพลู         | 10   | 5,828     |  |
| 5.  | Chanthakhlem  | จันทเขลม        | 10   | 5,166     |  |